# Cadel Evans Great Ocean Road Race 2016
Das Cadel Evans Great Ocean Road Race 2016 war ein australisches Straßenradrennen mit Start und Ziel nach 173,9 km in Geelong. Das Eintagesrennen fand zu Ehren des ehemaligen Tour-de-France-Siegers Cadel Evans statt. Es wurde am Sonntag, den 31. Januar 2016, ausgetragen. Es gehörte der UCI Oceania Tour 2016 an und war dort in der Kategorie 1.HC eingestuft, nachdem es im Vorjahr in der Kategorie 1.1 klassiert worden war.

## Teilnehmende Mannschaften
| WorldTeams (9)- BMC Racing Team - Dimension Data - IAM Cycling - Katusha - Lotto NL-Jumbo - Lotto-Soudal - Orica-GreenEDGE - Sky - Trek-Segafredo Professional Continental Teams (4)- Drapac - Nippo-Vini Fantini - Team Novo Nordisk - UnitedHealthcare Continental Teams (7)- Attaque Team Gusto - Avanti IsoWhey Sports - Data3 Cisco Racing-Scody - JLT Condor - Kenyan Riders Downunder - St George Merida Cycling Team - State of Matter MAAP Nationalmannschaft- Australien |
| |

## Rennergebnis
| #      | Fahrer            | Team                | Zeit       |
| ------ | ----------------- | ------------------- | ---------- |
| Sieger | Peter Kennaugh    | Team Sky            | 4h 04' 59" |
| 2.     | Leigh Howard      | IAM Cycling         | +0' 06"    |
| 3.     | Niccolò Bonifazio | Trek-Segafredo      | gl. Zeit   |
| 4.     | Pim Ligthart      | Lotto Soudal        | gl. Zeit   |
| 5.     | Simon Gerrans     | Orica GreenEdge     | gl. Zeit   |
| 6.     | Nathan Haas       | Team Dimension Data | gl. Zeit   |
| 7.     | Alexei Zatewitsch | Team Katusha        | gl. Zeit   |
| 8.     | Ben Swift         | Team Sky            | gl. Zeit   |
| 9.     | Enrico Battaglin  | Team Lotto NL-Jumbo | gl. Zeit   |
| 10.    | Dion Smith        | ONE Pro Cycling     | gl. Zeit   |